# Охранный статус
Охра́нный ста́тус биологического таксона — показатель вероятности того, что таксон сохраняется в настоящее время и сохранится в ближайшем будущем. При оценке охранного статуса принимаются во внимание многие факторы: не только количество оставшихся особей, но и общее увеличение или уменьшение численности популяции с течением времени, успехи селекции, известные угрозы и так далее.
Самым известным перечнем таксонов с охранными статусами является «Красная книга» («Красный список») Международного союза охраны природы (МСОП), составленная на основе категорий и критериев, принятых МСОП. Эти категории и критерии служат для чёткой и объективной классификации биологических таксонов, имеющих риск исчезновения.

## Категории и критерии МСОП
В версии 3.1 документа «Категории и критерии Красного списка МСОП», принятого в 2000 году, выделены десять категорий охранного статуса, определяемых на основе как общих принципов, так и с учётом индивидуальных особенностей каждого таксона:
1. «Исчезнувшие» (англ. Extinct,  EX )
2. «Исчезнувшие в дикой природе» (англ. Extinct in the Wild,  EW )
3. «Находящиеся на грани исчезновения» (англ. Critically Endangered,  CR )
4. «Исчезающие» (англ. Endangered,  EN )
5. «Уязвимые» (англ. Vulnerable,  VU )
6. «Находящиеся в состоянии, близком к угрожаемому» (англ. Near Threatened,  NT )
7. «Зависимые от усилий по сохранению» (англ. Conservation Dependent,  CD )
8. «Пониженная уязвимость» (англ. Least Concern,  LC )
9. «Недостаток данных» (англ. Data Deficient,  DD )
10. «Неоценённые» (англ. Not Evaluated,  NE )

Критерии могут быть применены для таксономических единиц видового или любого инфравидового ранга.
Применение категорий допустимо только для диких популяций таксонов в пределах их естественного ареала, а также, при некоторых ограничениях, для популяций, возникших в результате так называемой «восстановительной интродукции».

## СИТЕС
Конвенция о международной торговле видами дикой фауны и флоры, находящимися под угрозой исчезновения (СИТЕС), стремится к тому, чтобы международная торговля образцами диких животных и растений не угрожала их существованию. В этом документе разработана своя система классификации охранных статусов.

## Национальные системы
- Австралия. С 1999 года в стране действует Закон о защите окружающей среды и сохранении биологического многообразия (Закон EPBC). В нём содержится список находящихся под угрозой видов, экологических сообществ, а также природа этих угроз. В законе повторяются категории и критерии из Красной книги 1994 года. До закона EPBC в стране использовалась более простая система классификации 1992 года по защите видов, находящихся под угрозой исчезновения. Правительства штатов имеют также свои системы классификации.
- Бельгия. Научно-исследовательский институт охраны природы и лесного хозяйства (INBO) публикует список более 150 показателей состояния экосистем[2].
- Индия. Закон о защите дикой природы 1972 года дополнен в 2003 году Законом о биологическом разнообразии.
- Канада. Охранный статус назначается Комитетом по состоянию дикой природы в Канаде (COSEWIC)[3]. По Закону о видах, находящихся под угрозой (SARA), список видов, требующих защиты, разрабатывается Комитетом COSEWIC и утверждается федеральным правительством. Есть также региональные списки охраняемых видов, например, Красная книга Британской Колумбии.
- Китай. Государство, провинции и некоторые уезды определили ключевые охраняемые виды дикой природы. Существует также Красная книга Китая.
- Нидерланды. Голландское министерство сельского хозяйства, природы и качества продовольствия публикует список исчезающих видов, а также меры контроля за соблюдением Закона об охране природы 1998 года. Некоторые виды попадают в список охраняемых благодаря Директивам о диких птицах и среде их обитания[4][5][6].
- Новая Зеландия. Министерство охраны природы публикует систему классификации угроз и список видов, находящихся под угрозой. В рамках этой системы исчезающим видам и подвидам присваивается одна из семи категорий. Важной особенностью Новой Зеландии является большое количество уникальных биологических видов, не встречающихся в других странах. Поэтому статус «Угроза на национальном уровне» часто приобретает всемирный масштаб.
- Россия. Красная книга Российской Федерации вышла в свет в 2001 году, в ней, в частности, определены категории охранного статуса. В Красную книгу России занесено 8 таксонов земноводных, 21 таксон пресмыкающихся, 128 таксонов птиц и 74 таксона млекопитающих (всего 231 таксон). Существуют также более 30 региональных Красных книг, например, Красная книга Алтайского края появилась в 1994 году.
- США. Список видов, находящихся под угрозой, формируется и выдается согласно Закону об исчезающих видах 1973 года.
- Таиланд. Закон о защите диких животных BE 2535 определяет пятнадцать видов животных и два класса охраняемых видов. Охота, хранение и торговля этими животными запрещена или ограничена законом. Национальный парк дикой природы и растений Министерства природных ресурсов и охраны окружающей среды несёт ответственность за регулирование этих видов деятельности.
- Украина. Министерство охраны окружающей среды Архивная копия от 20 сентября 2020 на Wayback Machine формирует аннотированный список видов, находящихся под угрозой, и передаёт его в Красную книгу Украины.
- Финляндия. Большое количество видов находятся под защитой Закона об охране природы, а также благодаря специальным директивам ЕС[7].
- ЮАР. Ответственной организацией за формирование и издание списков видов, находящихся под угрозой, является Южно-Африканский национальный институт биоразнообразия (South African National Biodiversity Institute), учреждённый в соответствии с постановлением Национального управления по окружающей среде (Закон о биоразнообразии, 2004). Кроме того, данный институт отвечает за мониторинг соблюдения правил и руководств СИТЕС на территории ЮАР.
- Япония. Министерство по охране окружающей среды публикует Красную книгу по угрозам дикой природе Японии[8].

## Программы контроля
Программы контроля морепродуктов, например, Seafood Watch, делят рыб и других морских существ на три категории по аналогии с категориями охранного статуса:
- Красный — рекомендовано избегать потребления («скажи нет» или «избегай»);
- Жёлтый или оранжевый — рекомендуется найти замену («дважды подумай», «поищи альтернативу» или «есть опасения»);
- Зелёный — употребление без ограничений, экологически восстанавливаемый ресурс («лучший выбор даров моря»).

Категории отражают не только степень опасности для отдельных видов, но и учитывают экологические последствия способа ведения промысла. Аргументом для перевода в категорию «жёлтый» или «красный» может быть отлов с помощью донного трала, либо в виде так называемого «подлова» — применение снасти, предназначенной для вылова других видов. В рамках данного подхода классифицируются как отдельные виды (например, обыкновенный тунец), так и группы видов (например, кальмары).
Общество сохранения морской среды Великобритании (англ. Marine Conservation Society) имеет 5 уровней рейтинга для морских видов.